# Opfertshofen
Opfertshofen est une localité et une ancienne commune suisse du canton de Schaffhouse. 

## Histoire

Vue aérienne (1964)

Possession, pendant le Moyen Âge, des abbayes de Saint-Gall et de Paradies, le village d'Opfertschofen passe à la ville de Schaffhouse en 1529.
Comme Altdorf, Bibern et Hofen, la commune a été englobée dans celle de Thayngen le 1er janvier 2009.